# Jane Francesca Elgee
Jane Francesca Agnes Elgee, anche nota come  Jane Francesca Agnes, Lady Wilde (Wexford, 27 dicembre 1821 – Londra, 3 febbraio 1896), è stata una poetessa e scrittrice irlandese.
Aderì al movimento nazionalista; sposò Sir William Wilde il 12 novembre 1851 e fu la madre di Oscar Wilde.
Jane Francesca Elgee nacque il 27 dicembre 1821 a Wexford, in Irlanda, da Charles Elgee e Sarah Kingsbury. Lady Wilde, che era nipote di Charles Maturin (aveva sposato la zia di Lady Wilde, Henrietta Kingsbury), scrisse per il Young Ireland movement del 1840, pubblicando poemi su The Nation sotto lo pseudonimo di Speranza. 
La sua opera comprende per lo più scritti a favore della causa irlandese di indipendenza e contro l'Inghilterra; fu persino soprannominata “Speranza della Nazione”. 
Quando Speranza scrisse un invito agli irlandesi a prendere le armi contro gli inglesi, era suo redattore Charles Gavan Duffy. Quando lo scritto cominciò a circolare, le autorità inglesi convocarono l'editore al Castello di Dublino e cercarono di obbligarlo a confessare il vero nome dell'autore del libello; più volte Lady Wilde si alzò in piedi e dichiarò la sua colpevolezza, ma fu ignorata.

## Influenza culturale
A Jane Francesca Wilde è intitolata la Wilde Patera su Venere.